# أنتوني ويلكينسون (لاعب كريكت)
أنتوني ويلكينسون (بالإنجليزية: Anthony Wilkinson)‏ (28 مايو 1835 - 11 ديسمبر 1905) هو لاعب كريكت بريطاني (وحمل سابقاً جنسية المملكة المتحدة لبريطانيا العظمى وأيرلندا).